# Шанна Маккалау
Шанна Маккалау (англ. Shanna McCullough), настоящее имя англ. Marcia Elaine Gray (1 апреля 1960 г., Сан-Франциско, Калифорния) — американская порноактриса.

## Биография
Родилась 1 апреля 1960 года в Сан-Франциско, штат Калифорния. В период обучения в школе ходила в театральный кружок, играла в драмах и мюзиклах. Затем поступила в колледж и получила степень по бухгалтерии. Затем работала в течение двух лет электриком, позже — ветеринарным инженером.
В мае 1983 году начала карьеру в порноиндустрии в возрасте 23 лет, дебютировав в сцене с Майком Хорнером в фильме «Deviations». Всего проработала около 30 лет, завершив карьеру в 2010, снявшись более чем в 530 фильмах. Известна благодаря ролям в фильмах «Hands Off», «Bobby Sox» и «Looker». Работала для таких известных студий, как Plum Productions, Vivid Entertainment и Pleasure Productions. За большое количество достижений была включена в Зал славы XRCO (1995). Также была удостоена нескольких индивидуальных наград, в том числе «Лучшая актриса второго плана — видео», «Лучшая актриса — фильм» и «Лучшая актриса второго плана — фильм». В период работы в порно также работала танцовщицей в ночных клубах. Во время перерыва она также работала стриптизёршей.
В ноябре 2001 года вышла замуж за Джима Энрайта. В марте 2008 года участвовала в Лос-Анджелесском марафоне.

## Избранная фильмография
| Название         | Студия               | Год  |
| ---------------- | -------------------- | ---- |
| White Bunbusters | VCA                  | 1985 |
| Hands Off        | Plum Productions     | 1987 |
| Bobby Sox        | Vivid                | 1996 |
| Looker           | Pleasure Productions | 1998 |

## Награды и номинации
| Год  | Премия     | Номинация                                                | Фильм                           | Результат |
| ---- | ---------- | -------------------------------------------------------- | ------------------------------- | --------- |
| 1988 | AVN Awards | Лучшая актриса — видео                                   | Hands Off                       | Победа    |
| 1988 | XRCO Award | Лучшая сексуальная сцена (с Джейми Гиллис и Мове ДеНуар) | Let’s Get It On With Amber Lynn | Победа    |
| 1997 | AVN Awards | Лучшая актриса второго плана — фильм                     | Bobby Sox                       | Победа    |
| 1999 | AVN Awards | Лучшая актриса — фильм                                   | Looker                          | Победа    |
| 2000 | AVN Awards | Лучшая актриса второго плана — видео                     | Double Feature                  | Победа    |

- Зал славы XRCO (1995)
- Зал славы AVN[3]
- Зал славы Legends of Erotica (1997)[5]